# Musée Alvar Aalto à Jyväskylä
Le musée Alvar Aalto (finnois : Alvar Aalto -museo) est un musée situé à Jyväskylä en Finlande.
Le bâtiment a été conçu par Alvar Aalto.

## Histoire
Le bâtiment du Musée Alvar Aalto est construit en 1973 par Alvar Aalto sur le même terrain que le Musée de Finlande centrale conçu par Alvar Aalto en 1961.
Ces deux édifices forment un centre culturel à proximité immédiate de l'université de Jyväskylä conçue aussi par Alvar Aalto entre 1951 et 1971.
Le bâtiment est l'un des quatre sites du musée Alvar Aalto.

## Architecture
Les deux bâtiments représentent la période blanche d'Aalto.
La décennie qui sépare les deux bâtiments se voit sur les façades, le Musée de Finlande centrale est de forme rectangulaire, la façade en pente reflète la pratique géométrique du fonctionnalisme moderne. Le musée Aalto est plus fermé, mais de forme plus libre.
Les façades du musée Aalto sont en briques Arabia.
Le socle en béton est peint en blanc.
Au rez-de-chaussée du musée on trouve le hall, une boutique de musée, le café Alvar, une bibliothèque, des bureaux et des espaces de stockage et l'atelier du musée.
Par les fenêtres du café Alvar, on a une vue sur un ruissellement d'eau, où l'eau s'écoule à l'endroit où passait un petit cours d'eau.
Au premier étage, l'espace exposition est d'environ 700 m2.
Le mur du fond réalisé en lattes de pin présentant une surface ondulée est un rappel de la paroi du pavillon de la foire internationale de New York 1939-1940.
La lumière éclaire l'espace par les fenêtres du toit.

## Collection
La collection comprend près de 1500 œuvres conçues par  Aino et Alvar Aalto : meubles, œuvres en verre et autres objets.
La collection comprend aussi des peintures d'Alvar et plus de 30 maquettes de bâtiments.
La collection comprend plus de 200 000 dessins originaux et documents afférents à partir de 1917.